# Biserica Sfinții Arhangheli din Coaș
Biserica „Sfinții Arhangheli Mihail și Gavriil” este un ansamblu de monumente istorice aflat pe teritoriul satului Coaș, comuna Coaș.
Ansamblul este format din următoarele monumente:
- Biserică (cod LMI MM-II-m-A-04544.01)
- Clopotnița de lemn (cod LMI MM-II-m-A-04544.02)

## Localitatea
Coaș (în maghiară Kovás, alternativ Kovács, în trad. "Fieraru") este satul de reședință al comunei cu același nume din județul Maramureș, Transilvania, România. Prima atestare documentară este din anul 1231.

## Biserica
Biserica este situată lângă drumul principal al localității, cu o retragere de 20-30 de m. de la aliniament, în incinta cimitirului vechi, împrejmuit cu un gard.
Este compusă din pronaos, naos și altar, cu absida de formă pentagonală. Fundațiile și zidurile sunt construite din piatră și tencuite pe ambele fețe. Pereții sunt prevăzuți cu ferestre laterale mici, câte două pe fiecare parte, plus una pe latura sudică, realizată prin înfundarea ușii inițiale, de la care se păstrează o parte din ancadramentul sculptat.
Biserica nu a fost pictată niciodată la interior, doar bolta fiind la un moment dat zugrăvită în albastru, cu steluțe aurii. Bolta navei este semicilindrică, iar pronaosul are tavan drept de scândură.
Coiful turnului este ascuțit, cu baza pătrată, învelit ca întreaga biserică cu șiță de brad și are în vârf o cruce simplă de fier forjat.
Biserica de piatră din Coaș reprezintă o excepție de la interdicția avută de românii ortodocși de a ridica biserici de piatră. Acest lucru a fost posibil pentru că locuitorii Coașului și a altor sate din împrejurimi aparțineau direct de Cetatea Chioarului, fiind nemeși (oameni liberi), nu iobagi, având ca principală obligație față de cetate furnizarea de cărămizi arse și de var. Având la îndemână materialele și meșteri specializați în prelucrarea lor, ridicarea unei biserici de piatră a fost alegerea potrivită.

## Imagini

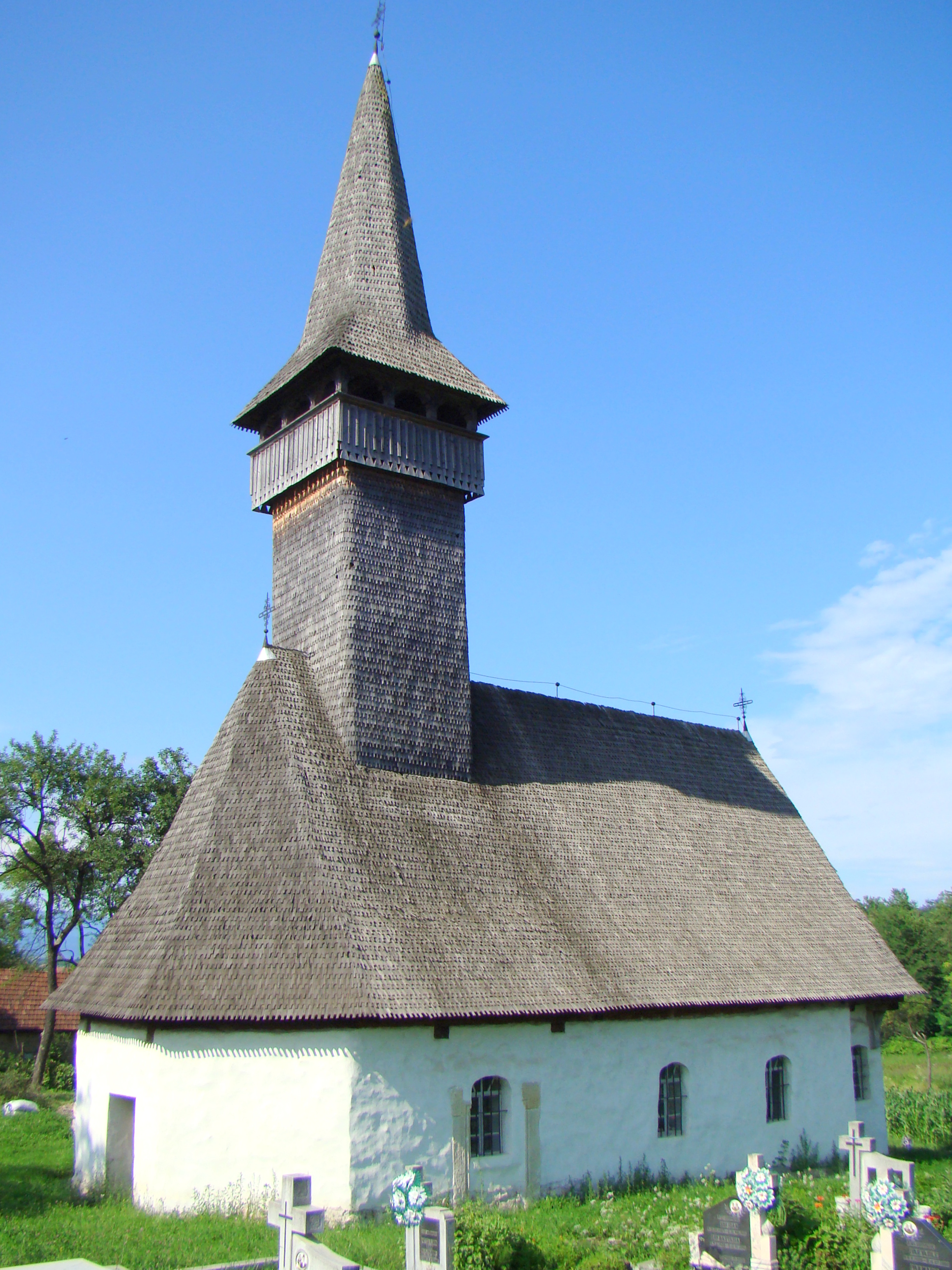
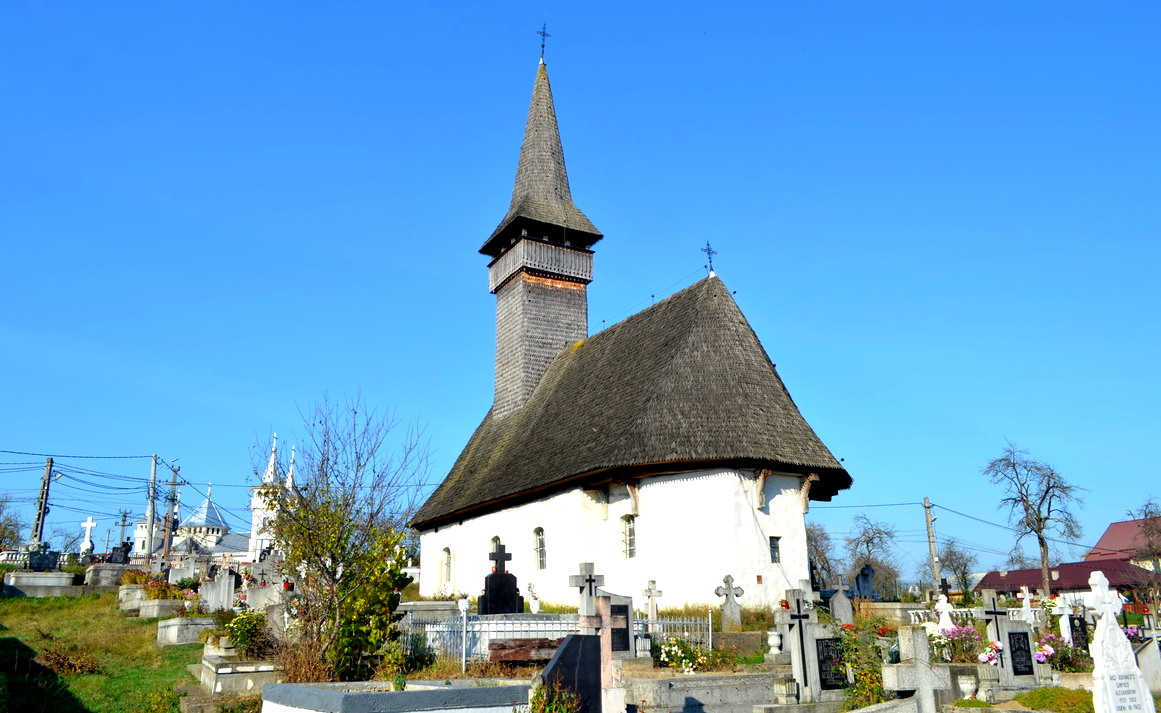
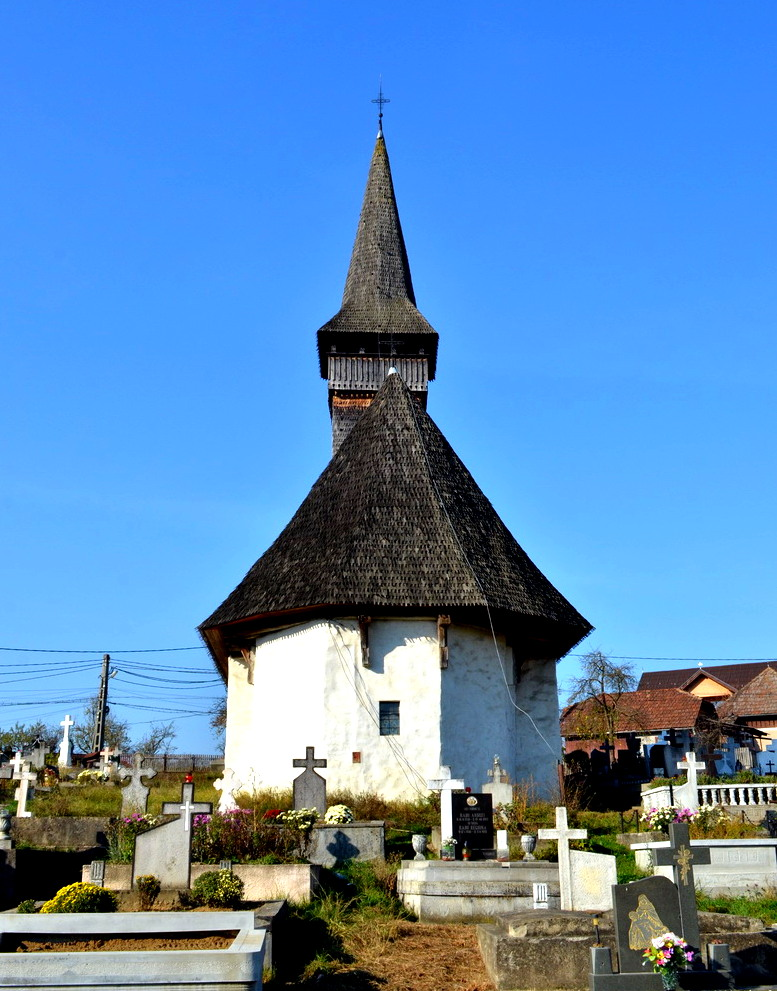
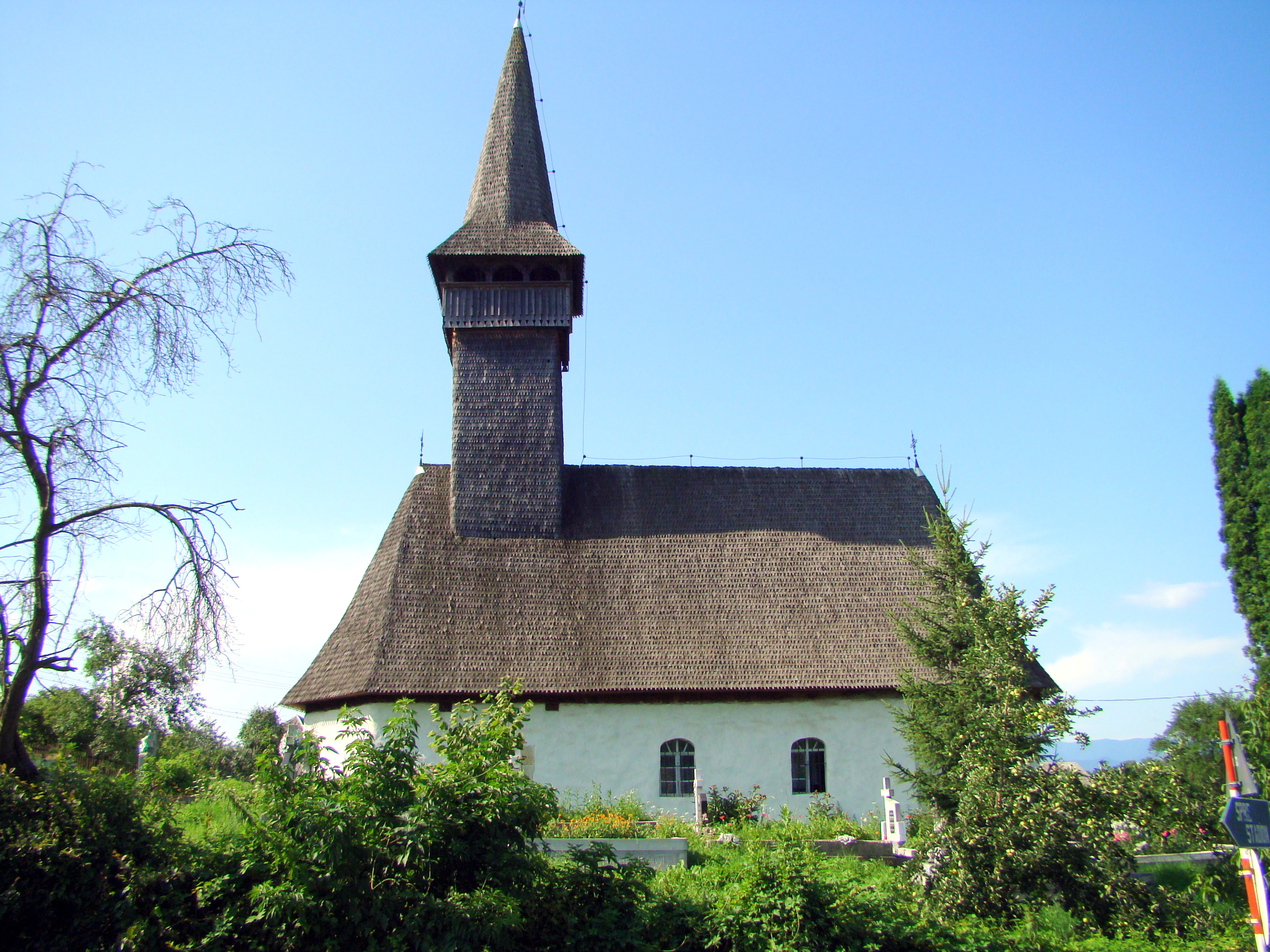
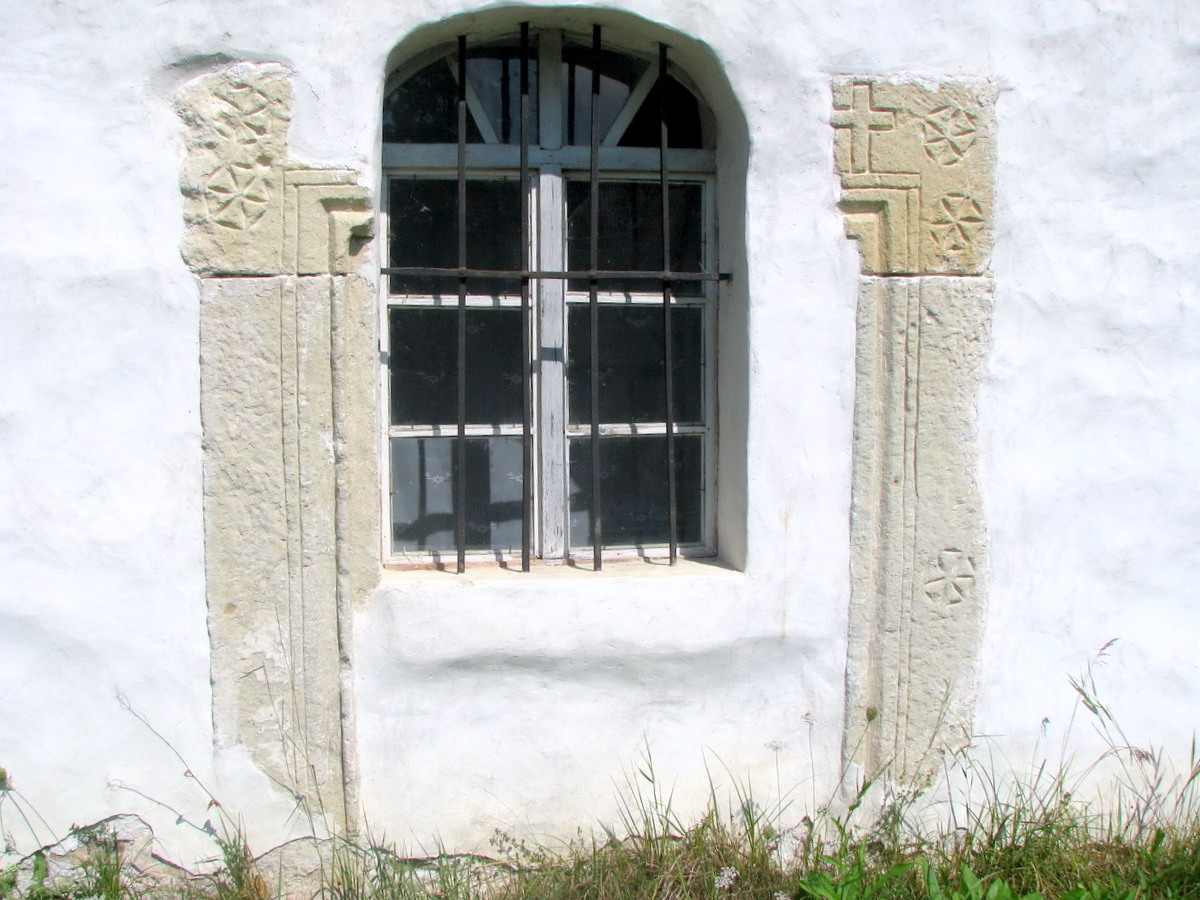
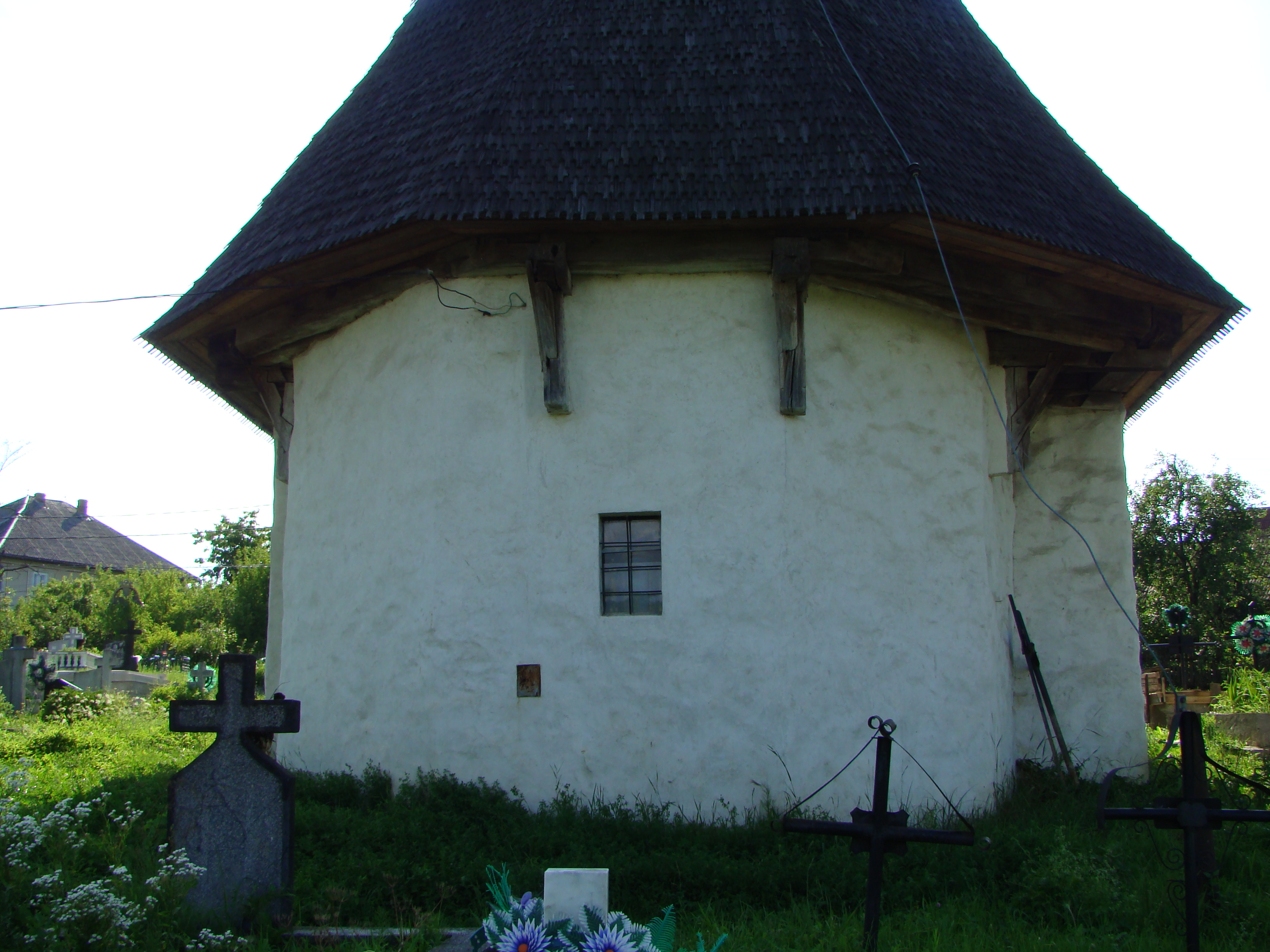
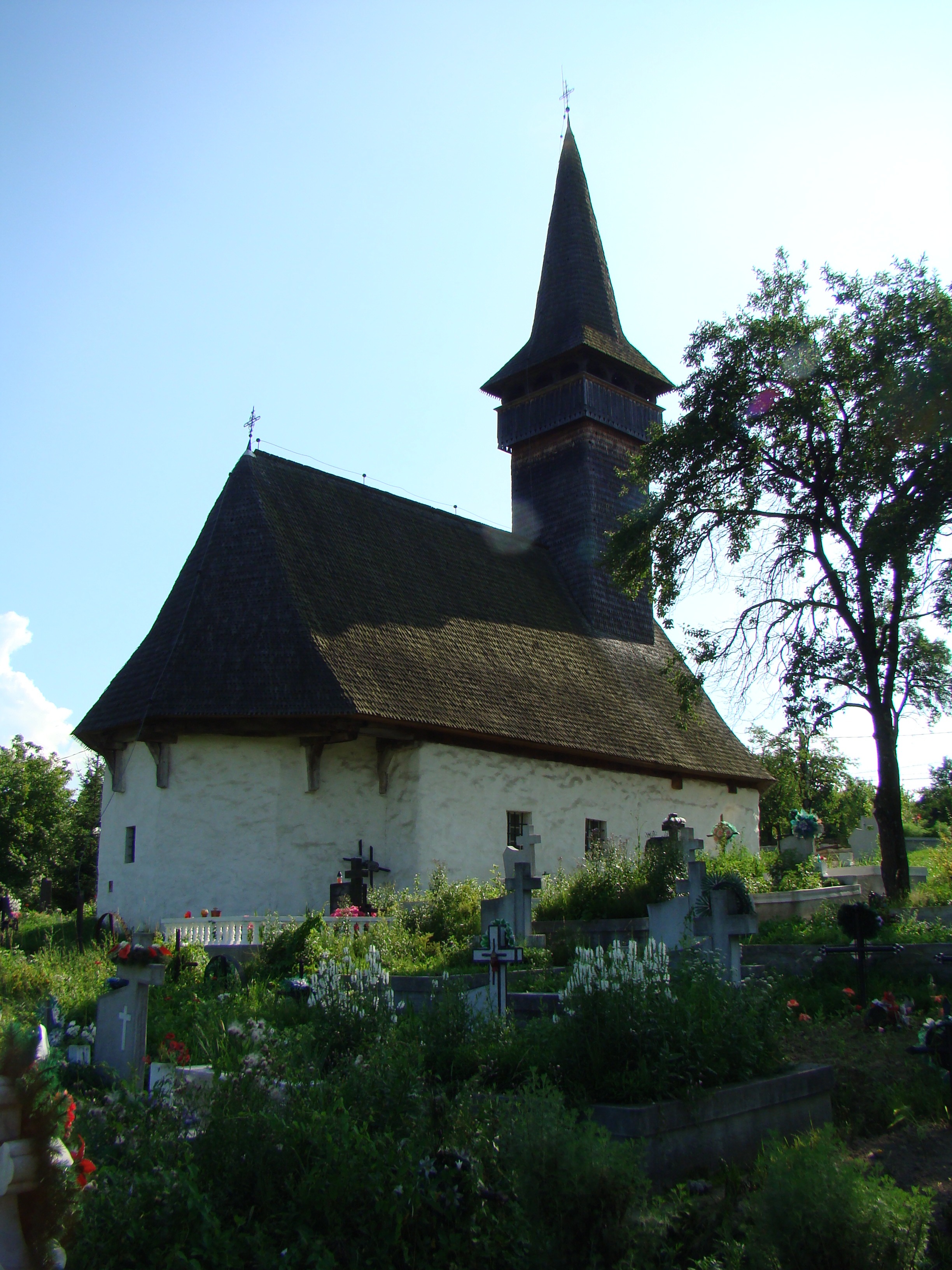